# 曾樹和
曾樹和（英語：Tsang Shu-wo，1958年12月18日—），人稱「高佬和」，香港鄉事派人物，前屏山鄉鄉事委員會主席、前元朗區議會當然議員、新界鄉議局當然執行委員、新界關注大聯盟副主席。

## 簡介
- 元朗橫洲東頭圍居民。1999年，當選東頭圍村長。2011年，當選為屏山鄉鄉事委員會主席[1]，聯同不滿林鄭月娥處理新界村屋僭建事件的原居民進行抗議活動。[2]
- 2012年，出席梁振英的流浮山小桃園飯局。[3]

- 2013年，出席鄧炳強的流浮山小桃園飯局。鄧炳強2013年離任元朗警區指揮官時，獲鄉黑背景人士在小桃園酒家設江湖飯宴歡送，當中包括曾樹和、鄉事背景民建聯梁志祥[4]。

- 曾樹和在元朗橫洲經營停車場反對政府收地改建為公屋，又被質疑佔用3.8公頃官地。[5]
- 2019年屏山鄉鄉事委員會改選，逐競連任的曾樹和以一票之差敗於鄧志強。[6]